# Andrzej z Buku
Andrzej z Buku (ur. ok. 1393, zm. 1439) – polski filozof i teolog, profesor Uniwersytetu Krakowskiego.

## Życiorys
Studiował na krakowskiej uczelni od drugiego półrocza roku akademickiego 1411/1412. W roku 1416 uzyskał stopień bakałarza artium, a w roku 1419 stopień magistra. W latach 1423/1424 i 1425/1426 pełnił urząd dziekana Wydziału Sztuk Wyzwolonych. Bakałarzem teologii został w 1429 lub 1430 roku, a doktorem teologii około roku 1437. W semestrze zimowym 1431/1432 i w semestrze letnim 1436 pełnił urząd rektora Uniwersytetu Krakowskiego. 
Co najmniej od 1432 roku był kustoszem kolegiaty pod wezwaniem świętego Floriana.

## Upamiętnienie
W 2012 z okazji 600. rocznicy rozpoczęcia studiów w Krakowie w rodzinnym 
Buku obok miejscowego kościoła farnego odsłonięto tablicę pamiątkową.